# 현대중학교 축구부
현대중학교 축구부는 울산 HD 축구단의 축구부로 울산 HD 축구단의 U-15팀이다.
안녕하세요~ 축구테스트를 날짜가 알고 싶다.

## 역사
1985년 창단한 현대중학교의 축구부는 2003년 울산 현대가 산하팀으로 지명한 이후 본격적으로 울산 현대 축구단의 산하팀으로 활동하게 되었다. 이때의 첫 맴버들 중에서는 김승규, 임종은 선수들과 같은 인물들도 포함되어 있었다. 이후에 현대고등학교가 울산 현대의 U-18 산하팀으로 지정된 이후 울산 현대의 유스 시스템의 기반이 본격적으로 자리 잡아 현재의 울산 HD 축구단 U-12, 현대중학교 축구부, 현대고등학교 축구부로 이어지는 시스템이 구축 되었고 이러한 잘 잡힌 시스템 덕분에 최근까지도 이동경, 오세훈 선수 등과 같은 훌륭한 선수들이 나오고 있다.

## 같이 보기
- 현대중학교
- 울산 HD 축구단
- 현대고등학교 축구부
- 울산 HD 축구단 U-12